# Vitali Trukshin
Vitali Trukshin es un deportista soviético que compitió en piragüismo en la modalidad de aguas tranquilas. Ganó cuatro medallas en el Campeonato Mundial de Piragüismo entre los años 1973 y 1978.

## Palmarés internacional
| Campeonato Mundial | Campeonato Mundial        | Campeonato Mundial | Campeonato Mundial |
| Año                | Lugar                     | Medalla            | Evento             |
| ------------------ | ------------------------- | ------------------ | ------------------ |
| 1973               | Tampere (Finlandia)       | Medalla de plata   | K1 500 m           |
| 1973               | Tampere (Finlandia)       | Medalla de oro     | K1 4 × 500 m       |
| 1974               | Ciudad de México (México) | Medalla de plata   | K1 4 × 500 m       |
| 1978               | Belgrado (Yugoslavia)     | Medalla de bronce  | K1 1000 m          |